# Лихачевка (Костанайская область)
Лихачевка (каз. Лихачев) — упраздненное село в Алтынсаринском районе Костанайской области Казахстана. Ликвидировано в 2009 году. Входило в состав Лермонтовского сельского округа (ныне имени Ильяса Омарова).

## География
В 7 км к юго-востоку от села находится озеро Аксор.

## Население
В 1999 году население села составляло 60 человек (31 мужчина и 29 женщин).